# Trachylepis boulengeri
Trachylepis boulengeri este o specie de șopârle din genul Trachylepis, familia Scincidae, descrisă de Sternfeld 1911. Conform Catalogue of Life specia Trachylepis boulengeri nu are subspecii cunoscute.